# Heinrich von Below
Heinrich Philipp Gerhard von Below (* 10. November 1856 in Seehof bei Pustamin; † 19. März 1907 ebenda) war ein deutscher Rittergutsbesitzer und Landrat.

## Leben
Seine Eltern waren Gerhard Heinrich von Below (* 9. Juli 1827; † 13. Dezember 1861) und dessen Ehefrau Marie von Bentivegni (* 25. November 1833). Sein Vater war Herr auf Seehof, Pennekow, Groß- und Klein-Waldhof und Heinrichsfelde im Kreis Schlawe.
Heinrich von Below studierte Rechtswissenschaften an der Georg-August-Universität Göttingen. 1877 wurde er Mitglied des Corps Saxonia Göttingen. Nach dem Studium und dem Regierungsassessor-Examen übernahm er die Leitung seiner Rittergüter Seehof, Waldhof, Heinrichsfelde und Pennekow mit einer Gesamtfläche von 970 Hektar.
Von 1893 bis 1905 war von Below Landrat des Landkreises Schlawe i. Pom.
Er heiratete am 9. Mai 1898 Eva Hofacker (* 30. Juni 1874). Das Paar hatte mehrere Kinder:
- Gerd Bogislaus (* 17. Dezember 1899)
- Sybille (* 27. Oktober 1900)
- Erika (* 8. Januar 1904)

## Auszeichnungen
- Roter Adlerorden 4. Klasse, 1905[3]